# Lethal Weapon
Lethal Weapon  es una película estadounidense de 1987 de estilo buddy cop, Arma letal en España, Arma mortal en Hispanoamérica, dirigida por Richard Donner y protagonizada por Mel Gibson y Danny Glover, como una pareja de detectives del Departamento de Policía de Los Ángeles, y Gary Busey como su principal adversario. Fue candidata a un premio Óscar al mejor sonido en 1987. Esta película es la primera de una saga que cuenta con otras tres películas, todas protagonizadas por Gibson y Glover, y estrenadas en 1989, 1992 y 1998. La saga, según estimaciones de Forbes llegó a vender 116 457 100 entradas solo en Estados Unidos.

## Argumento
Roger Murtaugh (Danny Glover), un detective de la LAPD, va a reunirse con Michael Hunsaker, un viejo amigo con quien sirvió a la patria durante la guerra de Vietnam, sabiendo que no lo ha visto en 12 años. Antes de encontrarse con él, Murtaugh es llamado para investigar un suicidio, y se horroriza al saber que la víctima es Amanda Hunsaker, hija de Michael. Mientras tanto, el joven detective de la LAPD, Martin Riggs (Mel Gibson), quien se ha vuelto suicida tras la muerte de su esposa en un accidente de tráfico, casi mata a un sospechoso desarmado después de entrar en un estado psicótico de ira durante un decomiso. Cansados de la situación, los superiores de Riggs lo transfieren a la unidad de Murtaugh, lo que hace que ambos inicialmente no se lleven bien.
Durante la autopsia de Amanda, en su cuerpo son encontradas drogas mezcladas con limpiador de drenaje. Aunque ella saltó a su muerte, hubiera muerto de todas formas en cuestión de minutos, haciendo su deceso un homicidio. Después de informar a su perturbado padre, quien dice que trató de contactar con Murtaugh para apartar a Amanda de sus hábitos pornográficos y de drogodepencia, Riggs y Murtaugh van a interrogar a un proxeneta que se sabe que tiene conexiones con Amanda. Encontrando un laboratorio de drogas en las pesquisas, discurre un breve tiroteo con el proxeneta (quien es asesinado en el proceso), donde Riggs le salva la vida a Murtaugh, llevando a que estos comiencen a tenerse respeto. Con el proxeneta muerto y las drogas encontradas, Murtaugh concluye que el caso está cerrado, pero Riggs encuentra sospechoso el hecho de que el único testigo del suicidio de Amanda fuera una prostituta llamada Dixie que trabajaba lejos de su localización habitual. Ambos deducen que Dixie fue quien envenenó a Amanda e hizo de testigo como coartada para ocultar sus acciones.
A la mañana siguiente, Riggs y Murtaugh van al domicilio de Dixie a interrogarla, pero su casa explota justo cuando ellos llegan. Investigando el lugar, Riggs, quien durante la guerra de Vietnam sirvió a las Fuerzas Especiales de los Estados Unidos, encuentra un interruptor de mercurio, sabiendo que solo un profesional utilizaría un artefacto como ese. Un niño del vecindario recuerda a un hombre que ingresó a la casa de Dixie, alegando que tenía un tatuaje parecido al de Riggs. Viendo la conexión, los detectives concluyen que Michael Hunsaker sabe más de lo que admitió y Murtaugh lo confronta durante el funeral de Amanda.
Hunsaker confiesa que está involucrado en una operación de tráfico de heroína liderada por ex tropas de las Fuerzas Especiales durante el conflicto en Vietnam, conocidos como la Compañía de las Sombras. Los cabecillas de la operación son un despiadado general retirado, Peter McAllister (Mitchell Ryan), excomandante de la Compañía de las Sombras y su jefe, el Sr. Joshua (Gary Busey). Hunsaker blanqueaba las ganancias a través de su banco. McAllister ordenó el asesinato de Amanda cuando Michael intentó fallidamente alertar a Murtaugh de la trama. Cuando Murtaugh intenta hacer que Hunsaker revele la totalidad de la operación, Joshua hace un ataque sorpresa en un helicóptero y dispara a Hunsaker, dándole muerte.
Cuando Riggs y Murtaugh intentan investigar la conexión de Dixie, los crecientemente violentos miembros de la Compañía de las Sombras tratan de matar a Riggs (lo cual ellos creen un éxito, pero sin embargo Riggs llevaba un chaleco a prueba de balas) y luego secuestran a la hija de Murtaugh, Rianne. Utilizando la supuesta muerte de Riggs a su favor, Murtaugh acepta ir al desierto a reunirse con la Compañía de las Sombras para intercambiarse con Rianne, sabiendo que la Compañía los matará a ambos. Mientras Riggs cubre como francotirador desde una cierta distancia, Roger intenta hacer que Rianne huya, pero al final los tres son capturados. McAllister tortura a Murtaugh golpeándolo y echando sal en sus heridas para sacar información; McAllister demanda cual de los encargos quedó comprometido, amenazando a Rianne cuando Murtaugh no está cooperando, negándose a creer que Hunsaker no les dijo nada. Riggs, brutalmente torturado con choques eléctricos, se libera y rescata a Murtaugh y Rianne. La pareja escapa de su prisión, encontrándose en un club nocturno en los barrios bajos de Los Ángeles. Riggs persigue a Joshua e intenta atraparlo en la autopista, pero Joshua logra escapar. Murtaugh encuentra a McAllister huyendo en su vehículo, acabando con el conductor del vehículo. Murtaugh observa como el auto impacta en Hollywood Boulevard y explota por una granada (junto con el cargamento de heroína). Los detectives van a la casa de Murtaugh, sabiendo que Joshua se dirige allí para atacar a su familia, la cual está ausente. Mientras Joshua es arrestado sin incidente alguno, Riggs, buscando venganza, lo desafía a una pelea, la cual Joshua acepta. Sancionado por Murtaugh, Riggs combate a Joshua en una pelea cuerpo a cuerpo en el césped al frente de la casa de Murtaugh. Luego de una brutal pelea, Riggs derrota a Joshua con una llave de rendición. Lo suelta y le dice "No vales la pena". Al ser arrestado, Joshua agarra una pistola de un oficial de policía e intenta disparar a Riggs, pero los detectives reaccionan y matan a Joshua a balazos.
Murtaugh y Riggs ahora son amigos, y Riggs pasa la Navidad en la residencia Murtaugh con la familia de Roger; Riggs trae su perro Sam para que sea amigo del gato de familia Murtaugh, Burbank (lo cual termina siendo un desastre). Riggs también le da un regalo simbólico: La bala con la que Martin tenía pensado suicidarse, ya que no la necesita más.

## Reparto y doblaje
| Personaje        | Actor original | Actor de doblaje (México) | Actor de doblaje (España) |
| ---------------- | -------------- | ------------------------- | ------------------------- |
| Martin Riggs     | Mel Gibson     | Guillermo Sauceda         | Salvador Vidal            |
| Roger Murtaugh   | Danny Glover   | Carlos Segundo Bravo      | Camilo García             |
| Jack Joshua      | Gary Busey     | Juan Alfonso Carralero    | Jordi Boixaderas          |
| Peter McAllister | Mitch Ryan     | Álvaro Tarcicio†          | José Luis Sansalvador     |
| Trish Murtaugh   | Darlene Love   | Rocío Garcel              | María Dolores Gispert     |
| Narrador         | N/A            | Raúl de la Fuente         |                           |

## Lanzamientos
| País                                                                          | Fecha de estreno                 |
| ----------------------------------------------------------------------------- | -------------------------------- |
| Alemania                                                                      | Jueves 10 de septiembre de 1987  |
| Argentina                                                                     | Jueves 11 de junio de 1987       |
| Australia                                                                     | Jueves 28 de mayo de 1987        |
| Austria                                                                       | Viernes 11 de septiembre de 1987 |
| Bélgica                                                                       | Miércoles 29 de julio de 1987    |
| Belice · Costa Rica · El Salvador · Guatemala · Honduras · Nicaragua · Panamá | Miércoles 10 de junio de 1987    |
| Bolivia                                                                       | Martes 9 de junio de 1987        |
| Brasil                                                                        | Jueves 28 de mayo de 1987        |
| Chile                                                                         | Viernes 15 de mayo de 1987       |
| Colombia                                                                      | Jueves 23 de julio de 1987       |
| Dinamarca                                                                     | Viernes 24 de julio de 1987      |
| Egipto                                                                        | Lunes 25 de enero de 1988        |
| España                                                                        | Viernes 7 de agosto de 1987      |
| Estados Unidos · Canadá                                                       | Viernes 6 de marzo de 1987       |
| Filipinas                                                                     | Miércoles 10 de junio de 1987    |
| Finlandia                                                                     | Viernes 11 de septiembre de 1987 |
| Francia                                                                       | Miércoles 5 de agosto de 1987    |

| País                | Fecha de estreno                 |
| ------------------- | -------------------------------- |
| Grecia              | Jueves 8 de octubre de 1987      |
| Hong Kong           | Jueves 2 de julio de 1987        |
| India               | Viernes 4 de agosto de 1989      |
| Israel              | Viernes 3 de julio de 1987       |
| Italia              | Viernes 11 de septiembre de 1987 |
| Japón               | Sábado 13 de junio de 1987       |
| Malasia             | Miércoles 26 de agosto de 1987   |
| México              | Jueves 18 de junio de 1987       |
| Noruega             | Jueves 3 de septiembre de 1987   |
| Nueva Zelanda       | Viernes 3 de julio de 1987       |
| Países Bajos        | Jueves 23 de julio de 1987       |
| Perú                | Jueves 6 de agosto de 1987       |
| Portugal            | Viernes 7 de agosto de 1987      |
| Puerto Rico         | Jueves 4 de junio de 1987        |
| Reino Unido Irlanda | Viernes 28 de agosto de 1987     |
| Singapur            | Jueves 30 de julio de 1987       |
| Sudáfrica           | Viernes 10 de julio de 1987      |
| Suecia              | Viernes 14 de agosto de 1987     |
| Suiza               | Viernes 4 de septiembre de 1987  |
| Tailandia           | Sábado 29 de agosto de 1987      |
| Taiwán              | Sábado 27 de junio de 1987       |
| Turquía             | Viernes 29 de septiembre de 1989 |
| Uruguay             | Jueves 18 de junio de 1987       |
| Venezuela           | Miércoles 10 de junio de 1987    |

## Secuelas

### Lethal Weapon 2
En esta película del año 1989, los enemigos son traficantes y miembros del cuerpo diplomático de Sudáfrica. Martin Riggs se involucra con una joven mujer del servicio diplomático que luego es asesinada. Se descubre también que su primera esposa no murió accidentalmente, sino que fue asesinada por los sudafricanos pensando que era Riggs quien conducía. Se introduce el personaje de Leo Getz (Joe Pesci), quien lavaba dinero de los mafiosos y traficantes, y debe ser protegido por Riggs y Murtaugh.

### Lethal Weapon 3
Un policía corrupto está robando municiones y armas decomisadas. Riggs y Murtaugh se involucran en el caso, a pesar de que Murtaugh piensa en su retiro. Se introduce el personaje de la Agente de Asuntos Internos Lorna Cole (Rene Russo), quien se involucra sentimentalmente con Riggs. En un tiroteo, Murtaugh dispara en defensa propia y hiere de muerte a uno de los amigos de la infancia de su hijo, por lo que se decide a buscar a quien está poniendo las armas en manos de los jóvenes. Leo Getz en esta ocasión es un agente inmobiliario que trata de vender la casa de Murtaugh, pero al final ni se retira Murtaugh de la policía, ni se vende la casa.

### Lethal Weapon 4
En esta ocasión, Martin Riggs y Roger Murtaugh se enfrentan a la mafia china, que falsifica dinero para comprar la libertad de la tríada. Lorna Cole está embarazada de Riggs y la hija de Murtaugh, Rianne, también lo está de un policía, compañero de trabajo de Riggs y Murtaugh, llamado Lee Butters (Chris Rock). El "villano" de esta entrega es Wa Sing Ku (Jet Li), que hará todo lo posible por su hermano mayor y miembro de la tríada.
Leo Getz ahora es detective privado. Al final Cole y Riggs se casan y tienen un hijo, y el capitán Murtaugh se convierte en abuelo.

## Serie de televisión
En septiembre de 2016 la cadena Fox estrenó una serie de televisión basada en la saga protagonizada por  Clayne Crawford como Martin Riggs y Damon Wayans como Roger Murtaugh.